# Lagaš-Umma-Krieg

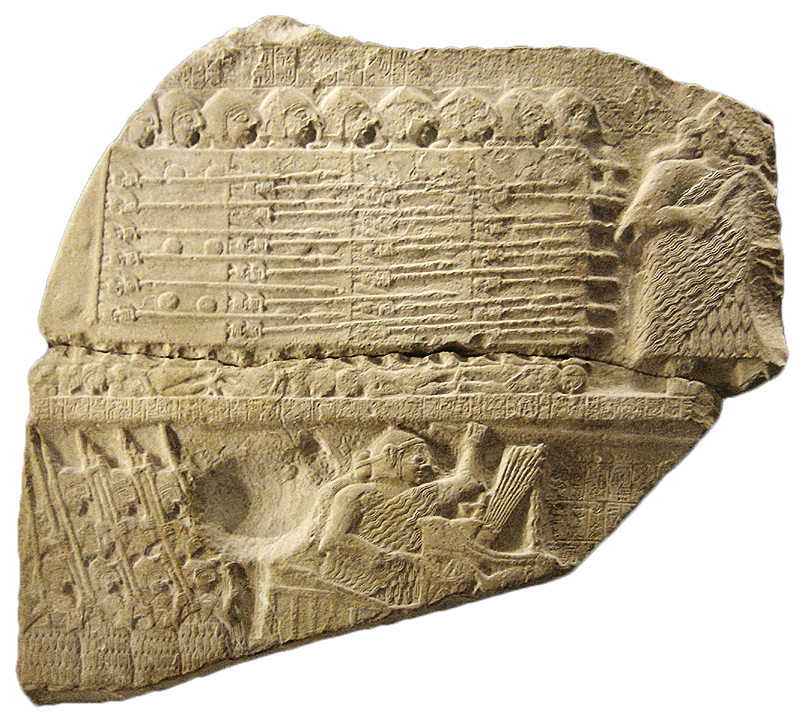
Rückseite des größten Bruchstücks der Geierstele (zu sehen ist König E-ana-tum an der Spitze einer Phalanx an Bord eines Streitwagens)

Der Lagaš-Umma-Krieg war eine langwierige kriegerische Auseinandersetzung zwischen den beiden frühdynastischen sumerischen Stadtstaaten Umma und Lagaš in Südmesopotamien im heutigen irakischen Gouvernement Dhi Qar. Die Auseinandersetzungen dauerten vom 26. bis zum 24. Jahrhundert v. Chr.

## Verlauf

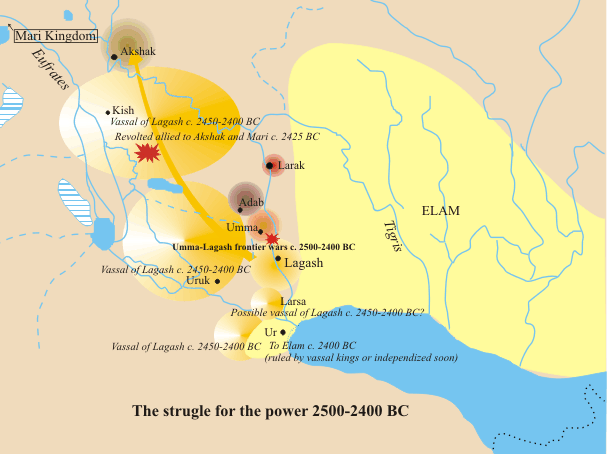
Mesopotamien und die territorialen Machtkämpfe um 2500–2400 v. Chr.

Umma und Lagaš waren zwei benachbarte sumerische Stadtstaaten in Mesopotamien, im heutigen Irak. Oberste Priorität hatte für beide die Instandhaltung und Erweiterung des Bewässerungssystems, da von diesem die Ernte abhing. Umma lag weiter stromaufwärts am Tigris und konnte somit große Mengen an Wasser durch Kanäle ins eigene Land ableiten. Um den Besitz eines fruchtbaren Landstrichs brach zwischen Umma und Lagaš ein Grenzstreit aus, der sich zu einem jahrelangen Krieg auswuchs und in späteren Generationen noch bis zum Ende der ersten Dynastie von Lagaš (ca. 2340 v. Chr.) andauerte.
König Mesilim von Kiš, der eine besondere Stellung unter den sumerischen Stadtfürsten innehatte, wollte in dem Konflikt als Schiedsrichter vermitteln und stellte um 2530/2500 v. Chr. eine Stele auf, welche die Grenze zwischen beiden Stadtstaaten markieren sollte. Umma fühlte sich dabei jedoch benachteiligt und beseitigte die Stele später wieder, womit die Kämpfe weitergingen. Um 2470 v. Chr. wurde E-ana-tum König von Lagaš und konnte Gebiete von Umma erobern sowie eigenes verloren gegangenes Territorium zurückgewinnen. Er ließ einen Bericht über seinen Sieg auf einer Grenzstele einmeißeln und die neue Grenze durch einen Graben festlegen. Umma schwor offiziell einen Eid vor den Göttern, dass es im Falle eines Friedensbruches durch die Götter vernichtet werden sollte. Außerdem musste es Ernteerträge an Lagaš liefern.

## Folgen
Die Beziehungen zwischen Umma und Lagaš blieben danach weiterhin feindselig. Als ca. 2430 v. Chr. En-metena König von Lagaš wurde, weigerte sich Umma, weiterhin Abgaben an Lagaš zu zahlen, und es kam erneut zu Auseinandersetzungen.

## Archäologische Quelle
Eine umfangreiche Darstellung dieser Auseinandersetzung findet man auf der sogenannten Geierstele, deren Bruchstücke sich heute im Pariser Louvre befinden. Entdeckt wurden die Fragmente 1878 von dem französischen Archäologen Ernest de Sarzec etwa 28 Kilometer nordwestlich von Lagaš (heute Tell el-Hiba) im Tempelbezirk von Telloh im Südirak. Auf der reliefierten Stele befinden sich Inschriften des sumerischen Königs E-ana-tum von Lagaš, welche von der Fortsetzung des Konflikts mit dem nördlichen Nachbarn Umma berichten. Neben dem umfangreichen Text sind auch bildliche Darstellungen von besiegten Feinden zu sehen. Man erkennt zudem eine Phalanx (Schlachtaufstellung), einen Streitwagen (früheste bekannte Darstellung der militärischen Nutzung des Rades), Helme und Schilde.